# Terminál (film)
Terminál (anglicky The Terminal) je film amerického režiséra Stevena Spielberga v hlavní roli s Tomem Hanksem, Catherine Zeta-Jones a Diegem Lunou. Scénář autorů Sachi Gervasiho a Jeffa Nathansona byl napsán podle povídky Andrew Niccoly a Sachi Gervasiho. Film byl inspirován skutečným příběhem Mehrana Karimiho Nasseri, který pobýval na letišti 17 let.

## Děj
Viktor Navorski (Tom Hanks), občan fiktivní středoevropské země Krakozie, přilétá na mezinárodní letiště Johna F. Kennedyho v New Yorku. Během jeho letu však v jeho domovině došlo k převratu, což vedlo k občanské válce. USA následně přerušily diplomatické vztahy s Krakozií a přestaly uznávat její dokumenty, což znamená, že Viktorův pas je neplatný. Viktor se ocitá ve zvláštní právní situaci – nemůže opustit tranzitní část letiště, vstoupit do USA ani se vrátit do Krakozie, protože jeho země není oficiálně uznána. Jeho cestovní doklady a letenka jsou zabaveny, což jej nechává uvězněného v tranzitní zóně letiště.
Viktor je nucen žít na letišti. Americký úřad pro celní a pohraniční ochranu (U.S. Customs and Border Protection) mu zabaví pas a zpáteční letenku, dokud se situace nevyřeší. Frank Dixon, dočasný vedoucí bezpečnostního oddělení letiště, instruuje Viktora, aby zůstal v tranzitní hale, ale zároveň se snaží ho donutit k ilegálnímu opuštění letiště. Dixon zkouší různé metody, aby se Viktora zbavil, jako je například odvedení stráží od východu na pět minut, ale to selže, protože Viktor odmítá ilegálně vstoupit do USA. Dixon se také snaží Viktorovi navrhnout, aby požádal o azyl, ale Viktor to odmítá, neboť se neobává návratu domů.
Viktor navzdory nepřízni osudu si najde způsob, jak na letišti přežít. Nachází dočasný domov v jedné z bran, která je pod rekonstrukcí. Zpočátku si vydělává na jídlo vracením opuštěných zavazadlových vozíků, později se díky své manuální zručnosti nechá najmout na stavební práce v jednom z rekonstruovaných prostorů terminálu. Během svého pobytu na letišti se učí anglicky z turistického průvodce, který má v rodném jazyce. Stává se postupně součástí komunity zaměstnanců letiště, kde si vytváří přátele. Jedním z nich je starší, nerudný uklízeč Gupta Rajan, se kterým si vytvoří přátelský vztah. Viktor také spřátelí se se skladníkem Joem Mulroym, který hraje poker s předměty ztraceného zavazadla, a s Enrique Cruzem, řidičem jídelního vozu, který mu dá jídlo výměnou za pomoc s dvořením se k imigrační úřednici Dolores Torres. Viktor také potká letušku Amelii (Catherine Zeta-Jones), do které se zamiluje, přestože Amelia má vztah s ženatým vládním úředníkem.
Dixon, jehož povýšení závisí na dokonalém chodu letiště, se snaží Viktorovu situaci využít k vlastnímu prospěchu. Když se Viktor postaví na stranu zoufalého cestujícího z kraje sousedícího s Krakozií, který potřebuje nelegálně provézt léky pro svého otce, a pomůže mu tím, že označí léky za veterinární, Dixon se cítí ponížen. Situace se vyostří, když Dixon Viktorovi vyhrožuje deportací jeho přátel, pokud okamžitě neopustí letiště.
Postupem času se ukazuje, že Viktorova cesta do New Yorku měla hlubší smysl. Nosí s sebou plechovku od arašídů, která ukrývá fotografii "A Great Day in Harlem". Jeho zesnulý otec byl milovníkem jazzu a když objevil fotografii v maďarském novinách v roce 1958, strávil většinu svého života sbíráním autogramů všech 57 hudebníků zobrazených na této slavné fotografii. Viktorův otec zemřel před tím, než se mu podařilo získat poslední podpis, a Viktor se nyní snaží jeho sen naplnit.
Po devíti měsících pobytu na letišti se dozví, že válka v Krakozii skončila a země je opět uznána Spojenými státy. Amelia mu sdělí, že její milenec, který je vládním úředníkem, zařídil Viktorovi jednodenní nouzové vízum, aby mohl na jeden den legálně opustit letiště a splnit svůj sen. Když se Viktor pokusí nouzové vízum použít, zjistí, že jej musí podepsat právě Dixon. Ten se však rozhodne Viktora deportovat zpět do Krakozie, protože nyní má opět platný pas. Dixon navíc hrozí, že pokud Viktor neodletí ihned domů, bude jeho přátele na letišti trestat, včetně deportace Gupty zpět do Indie, kde čelí obvinění z napadení korumpovaného policisty. Gupta však zpozdí Viktorův let tím, že běží před letadlo a je vzat do vazby. Dixon nakonec selže, když jeho vlastní zaměstnanci odmítnou Viktorovi bránit, a ten nakonec letiště opouští. Taxíkem odjíždí do hotelu ve městě, kde konečně získá autogram tenor saxofonisty Bennyho Golsona, posledního hudebníka z otcovy sbírky. Po návratu na letiště se připravuje na cestu zpět domů a s úlevou pronese: „Teď jedu domů.“